# Chandro
Chandro (eigentlicher Name Nicolas Bisig) ist ein Schweizer Mundartrapper aus Baar im Kanton Zug. In den 2010er Jahren war er mit Fratelli-B und der Möchtegang erfolgreich. 2021 kam er mit seinem Debütsoloalbum Robin in die Top 3 der Schweizer Hitparade.

## Biografie
Nicolas Bisig alias Chandro machte als Teenager mit einem Freund Rapmusik, bevor er 2001 mit seinem jüngeren Bruder Benedikt, der sich Flap nannte, das Rapduo Fratelli-B gründete. Sie veröffentlichten 2005 zusammen eine erste gemeinsame EP und waren bis Ende der 2010er Jahre mit insgesamt 5 Alben in den Charts. Beide waren Mitte des Jahrzehnts auch Mitglied der Möchtegang und brachten 2 Alben mit der Gruppe heraus, die sich ebenfalls in den Charts platzierten.
Erst löste sich die Möchtegang auf, als einige Mitglieder das Interesse verloren und andere Projekte verfolgten oder sich ins Privatleben zurückzogen. Dann gab auch Bruder Flap nach dem letzten Fratelli-B-Album 2018 seine Musikkarriere auf. Trotz Familie und Lehrerberuf beschloss Chandro, solo weiterzumachen. Für sein erstes Album Robin holte er sich auch Unterstützung von Beatproduzenten, die schon Beiträge für Sido, Capital Bra und Jay-Z geliefert hatten. Veröffentlicht wurde es Ende November 2021. Wie schon die letzten beiden Fratelli-B-Alben kam es auf Platz 3 der Schweizer Hitparade.

## Diskografie
Album
- Robin (2021)